# Uomo col berretto rosso
L'Uomo col berretto rosso è un dipinto tempera su tavola (35x23 cm) attribuito a Vittore Carpaccio, databile al 1490-1493 circa e conservato nel Museo Correr di Venezia.

## Descrizione e stile
L'attribuzione a Carpaccio è incerta: si sono fatti anche i nomi di Bartolomeo Montagna e Lorenzo Lotto, mentre alcuni ipotizzano un generico maestro ferrarese o bolognese. La datazione è meno controversa e viene fatta risalire ai primi anni novanta del XV secolo, in contemporanea con le Storie di sant'Orsola e i grandi cicli di teleri veneziani, dove erano frequenti gli intensi ritratti di dignitari. 
Il ritratto mostra il viso e una parte del busto su uno sfondo paesaggistico con un lago, una porzione di campagna e montagne che sfumano nella foschia all'orizzonte. La figura è individuata con forte plasticità ed è caratterizzata da una notevole componente psicologica.